# Château du Hohenbourg
Le château du Hohenbourg se situe dans le département du Bas-Rhin dans la commune française de Wingen (village au nord de Lembach) à ne pas confondre avec Wingen-sur-Moder (village proche de Lichtenberg et Ingwiller).
Le château fait l’objet d’un classement au titre des monuments historiques depuis décembre 1898.

## Localisation
Pour y accéder, entrer dans le village de Lembach, prendre la route de Bitche puis celle de la frontière et enfin la route forestière jusqu'au Gimbelhof. Ensuite, prendre le sentier du Club vosgien balisé de pastilles blanches cerclées de rouge.

## Historique
Il s'agit d'un château semi-troglodytique construit au milieu du XIIIe siècle. Son origine reste obscure, les premiers occupants connus sont les Puller dits de Hohenbourg. Certaines seigneuries sont communes avec la famille de Fleckenstein, ce qui engendre souvent des rivalités. Le château est restauré au début du XVIe siècle.

## Description
Le bastion d'artillerie, en fer à cheval, percé de deux larges portes et de deux bouches à feu, dont les murs ont entre 3,60 et 4,60 m d'épaisseur, est un bel exemple de la conception de l'art militaire de la fin du XVe début du XVIe siècle. De cette époque subsiste une belle porte Renaissance. De la terrasse, un très beau panorama se dégage sur les Vosges du Nord et le Palatinat.